# Федеральное агентство по науке и инновациям
Федеральное агентство по науке и инновациям (Роснаука) — федеральный орган исполнительной власти, находившийся в ведении Министерства образования и науки.

## История
Создано 9 марта 2004 года как Федеральное агентство по науке, 20 мая 2004 года переименовано в Федеральное агентство по науке и инновациям.
Осуществляло функции по реализации государственной политики, по оказанию государственных услуг, управлению государственным имуществом в сфере научной, научно-технической и инновационной деятельности, включая деятельность федеральных центров науки и высоких технологий, государственных научных центров, уникальных научных стендов и установок, федеральных центров коллективного пользования, ведущих научных школ, национальной исследовательской компьютерной сети нового поколения и информационное обеспечение научной, научно-технической и инновационной деятельности.
Упразднено 10 марта 2010 года, его функции переданы Министерству образования и науки.

## Руководитель агентства
- Мазуренко Сергей Николаевич (с 13 марта 2004 г., переназначен 9 июня 2004 г., руководил Агентством до 10 марта 2010 г.)

## Структура агентства
- Управление развития поисковых исследований и новых технологий
- Управление программ и проектов
- Управление инновационного развития и инфраструктуры
- Управление финансирования, учета и отчетности
- Управление федерального имущества научной сферы
- Управление делами

## Федеральные целевые программы
- ФЦП «Исследования и разработки по приоритетным направлениям развития научно-технологического комплекса России на 2007—2012 годы»
- ФЦП «Развитие инфраструктуры наноиндустрии в Российской Федерации на 2008—2010 годы»
- ФЦП «Национальная технологическая база» на 2007—2011 годы
- ФЦП «Научные и научно-педагогические кадры инновационной России» на 2009—2013 годы
- ФЦП «Развитие электронной компонентной базы и радиоэлектроники» на 2008—2015 годы
- Федеральная целевая программа «Мировой океан»

## Международное сотрудничество
- Аналитическая ведомственная целевая программа «Развитие международного научно-технического сотрудничества»
- Российско-Американский инновационный совет по высоким технологиям
- Международное сотрудничество Россия-ЕС
- Рабочая группа по промышленной науке и технологиям АТЭС
- Сотрудничество с МЭА
- Международные партнерства: энергетика и рациональное природопользование